# 旧台南合同庁舎
旧台南合同庁舎（きゅうたいなんごうどうちょうしゃ、繁体字中国語: 原臺南合同廳舍）は台湾台南市中西区永華里にある直轄市定古蹟の建築物。
日本統治時代に消防隊が設置され、火の見櫓として使われた中央の塔と両側に増築された低層の官庁舎が最大の特徴。
新竹市消防博物館とともに台湾で現存する数少ない日本統治時代の消防施設。

## 沿革

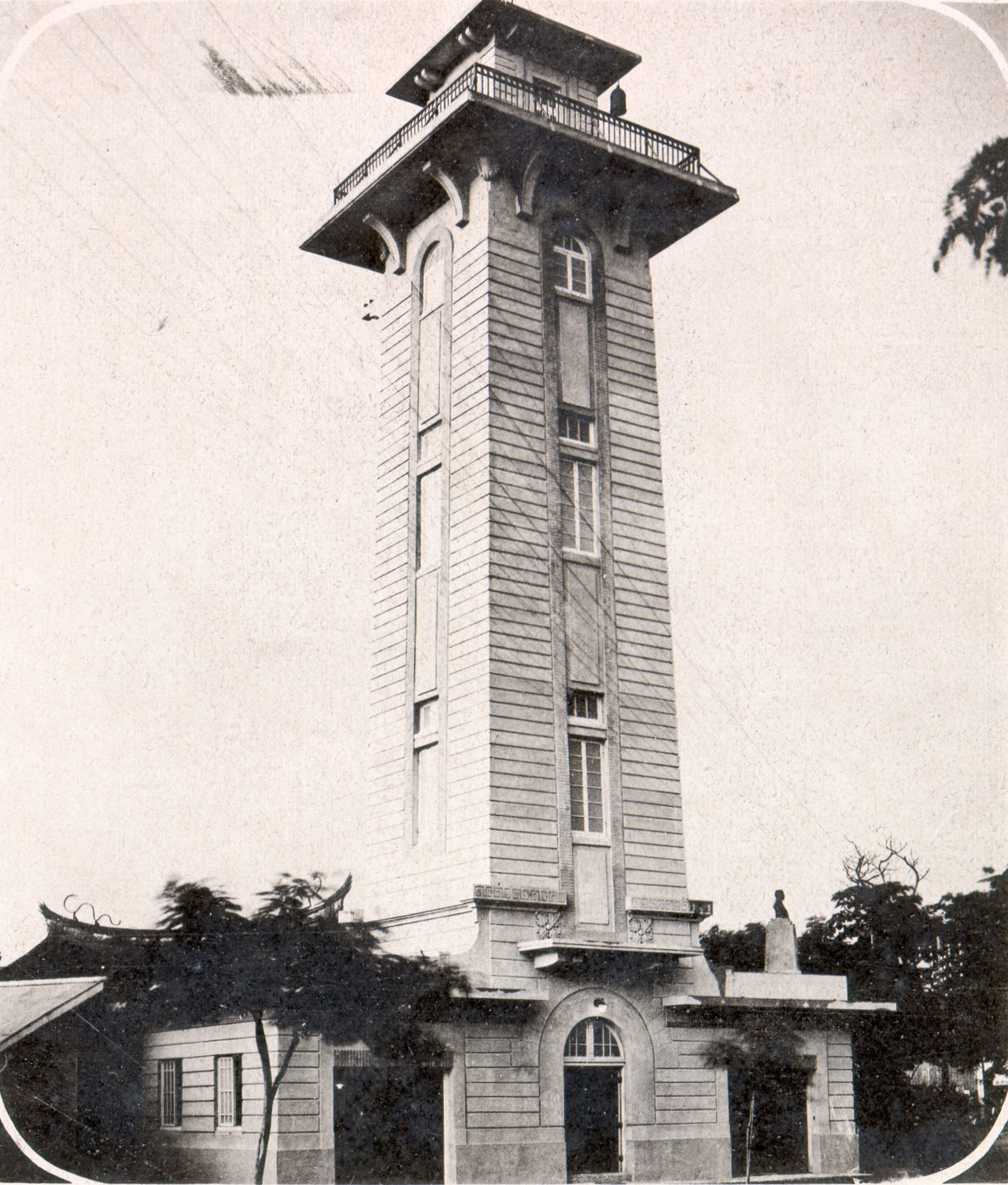
庁舎増築前の御大典紀念塔（1930年）

1930年（昭和5年）5月8日、昭和天皇即位に伴い6階建てとなる塔が建てられ、「御大典紀念塔」と呼ばれるようになった(p48)。
塔の傍には台南を拠点とする建設業住吉組の創業者で、後述の消防組に先んじて1919年（大正8年）ごろに私設消防隊を結成し(p39)、消防車を寄贈するなど市の防災に尽力し、慈善事業にも篤かった住吉秀松（1872-1928）の彫像があった。塔は初期には「火見楼」と呼ばれ、後に「望火楼」と改称された(p68)。当時の台南市内で最も高い建築物で、市内の火災をいち早く察知するために使われていた。
1936年（昭和11年）、台南州は台南市、嘉義市、虎尾街に『公設消防組』と『常備消防手』を設置し、台南には10名が配属されていた(p47)。
1937年（昭和12年）5月19日に塔の両翼増築工事が起工(p61)。合同庁舎が翌1938年4月25日に竣工した(p61)。設計は台南州土木課営繕係によるもの。
塔の左翼側は消防組詰所、右翼側は台南州の警察会館と最奥部は錦町派出所が使用していた。
戦後はそれぞれ左翼部を市消防局大隊第七中隊第二分隊と市警察局第二警分局民生派出所が、右翼部を空軍新生社、退去後は内政部警政署
保安警察第五総隊（保五総隊）第一大隊第二分隊が使用していた。蘇南成の台南市長任期中（1977-1985年）に北側の民生路が拡幅されることになり、そこに面する建屋が撤去され幅3メートルの騎楼を設置、現在の姿となった。
1998年に市政府により古蹟登録がなされ、同年に市政府が安平区永華路に移転するとそこに市政府消防局が発足した(p63)。（戦後、市の消防組織が所属する母体は市警察局、台湾省政府、内政部などと変遷している(pp61-63)。）
2000年代には総額4,671.1万ニュー台湾ドルを投じて保存・修復作業が進められた(p134)。
民生派出所は2003年に退去した。
2015年2月より中央政府の補助を含めて総額6,410万ニュー台湾ドルを投じて往時の姿を取り戻すための博物館化事業とそれに伴う再修復事業が進行、幾度かの設計変更と再入札を経て、当初予定より遅れがみられたものの2018年末にほぼ完了し、消防局以外のエリアは2019年4月15日に消防史料館としてリニューアルオープンを迎えた、式典には秀松の子孫や台南市長黄偉哲も参列している。

## 建築

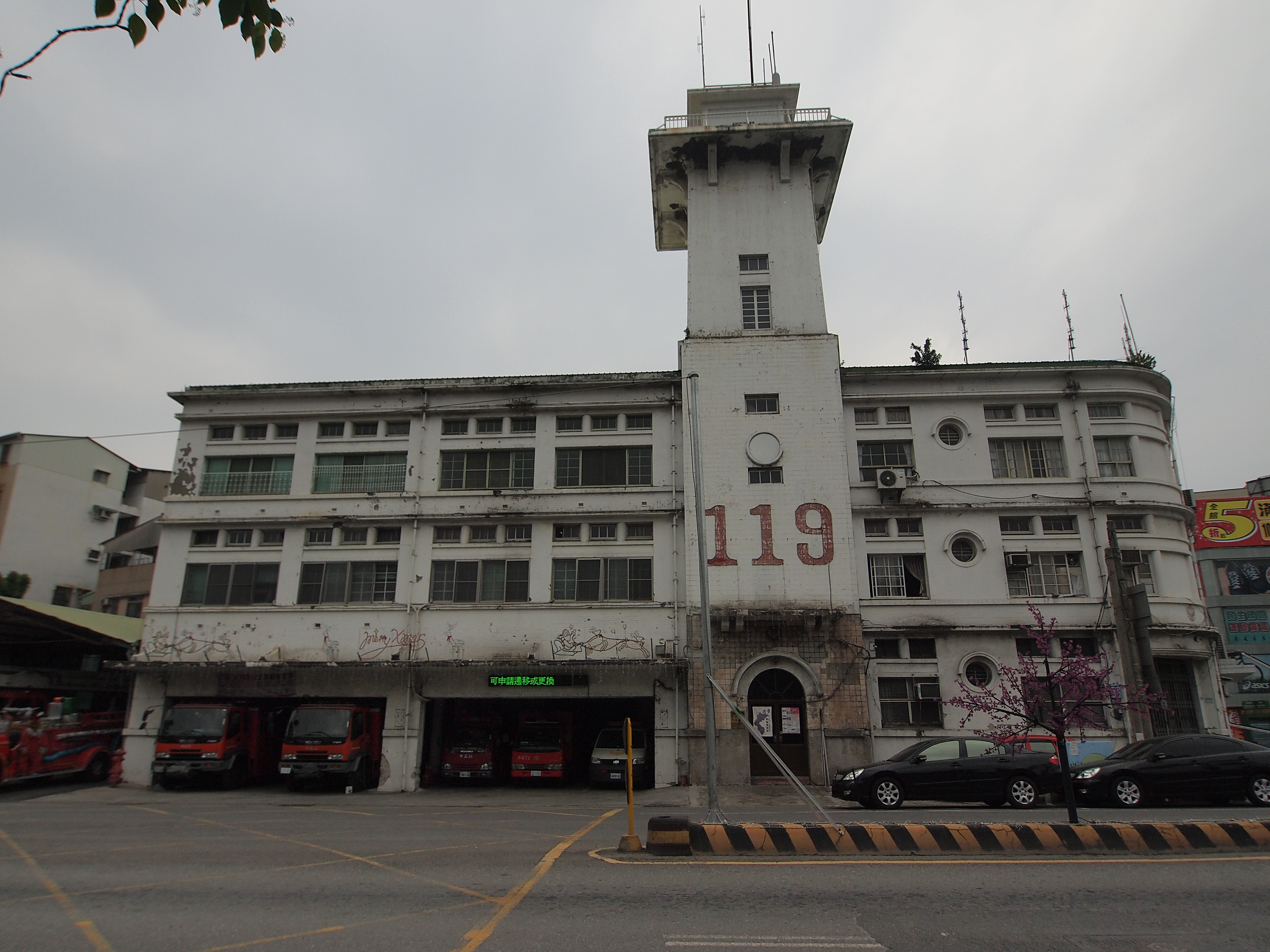
修復前の庁舎（2012年）

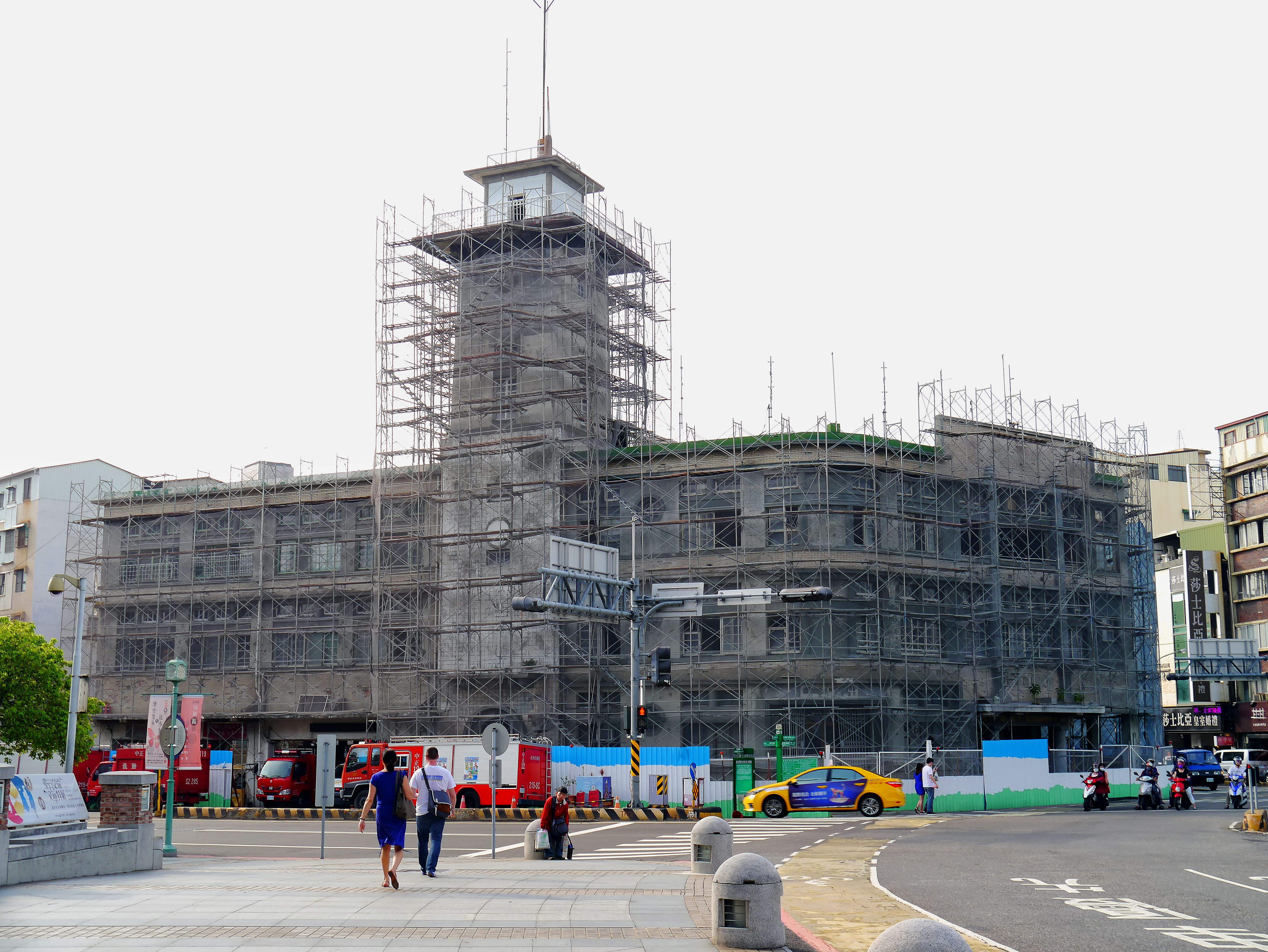
修復中の庁舎（2016年）

鉄筋コンクリートと煉瓦の複合建材による帝冠様式とアール・デコの和洋折衷建築で(p101)、外観は非対称(p54)。土地面積は1,248平方メートル(p10)、
背面の出入り口は3か所あり、消防隊は中央の塔、左翼側は保五総隊、端部は派出所をそれぞれ使用していた。
塔は関東大震災後の教訓を元にそれまでの日本で主流だった木造ではなく鉄筋コンクリート製となり、高度も従来の標準的だった9メートルから高さ25.3メートルの6階建てとなり(p164)、当時の台南市内で最高建築物だった(p48)。
階段室の中央には台湾最古で、出動時に3階から地上まで直接降りられる滑り棒（en:Fireman's pole）がある。
外壁は白色に塗装され、各階の境界は横帯状に緑色の装飾がなされている。右翼部分の1階は消防車が出入りできるように大口になっている。各階層にはフラットアーチの窓があり、中央の塔の出入口は半円のアーチ状で上部には雨除け、さらにその上にはフラットアーチ窓と半アーチ窓がある。
左翼側は古典建築様式円柱で雨除けと2階・3階のとの境界に右翼側と同じ横帯状の緑色の装飾があり、さらに屋上には平壁が追加されている。建物内部は六角形の内庭がある。

### 配置
建物は民生緑園を頂点とする逆A字型。史料館になる前のおおよその配置を示す(p73-94)。
1F
| 民生路（騎楼） | 民生路（騎楼） | 民生路（騎楼） | 民生路（騎楼） | 民生緑園圓環 |
|                | 警察局少年隊   | 通路           | 派出所         | 民生緑園圓環 |
| 消防隊 (P)     | 消防署         | 中庭           | 派出所         | 民生緑園圓環 |
| 消防隊 (P)     | 消防署設備室   |                | 派出所         | 民生緑園圓環 |
| 消防隊 (P)     | (P)消防車      | 消防署望火楼   | 派出所         | 民生緑園圓環 |
| 中正路         |                |                |                | 民生緑園圓環 |

2F
| 民生路 | 民生路             | 民生路 | 民生路 | 民生緑園圓環 |
|        | 警察局少年隊       |        |        | 民生緑園圓環 |
| 消防隊 | 消防隊             | 中庭   | 少年隊 | 民生緑園圓環 |
| 消防隊 | (消)トレーニング室 |        | 少年隊 | 民生緑園圓環 |
| 消防隊 | 消防隊寝室         | 望火楼 | 派出所 | 民生緑園圓環 |
| 中正路 |                    |        |        | 民生緑園圓環 |

3F
| 民生路 | 民生路       | 民生路 | 民生路 | 民生緑園圓環 |
|        | 警察局女警隊 |        |        | 民生緑園圓環 |
| 消防隊 | 消防隊       | 中庭   | 女警隊 | 民生緑園圓環 |
| 消防隊 | 廊下         |        | 女警隊 | 民生緑園圓環 |
| 消防隊 | (消)オフィス | 望火楼 | 女警隊 | 民生緑園圓環 |
| 中正路 |              |        |        | 民生緑園圓環 |

## 周辺
旧合同庁舎は台南駅から南西へ1km弱の中正路と民生路の交差点『民生緑園』（湯徳章紀念公園、大正公園）西側、旧台南州庁の対面に位置する。民生緑園文化園区に含まれ孔廟文化園区にも隣接しているため周辺は古蹟が集中している。
| - 旧台南州庁（現国立台湾文学館。南隣） - 旧嘉南大圳組合事務所（現・嘉南農田水利会） - 開隆宮 - 聖母無玷原罪始胎堂（別名：中山天主堂） - 太平境教會 - 呉園（台南公会堂） - 台湾首廟天壇 - 旧台南測候所 - 旧台南地方法院（現・司法博物館） - 開基三官廟 | - 鄭氏家廟 - 旧日本勧業銀行台南支店（現・台湾土地銀行台南支店） - ハヤシ百貨店 - 忠義国小 - 旧台南警察署（現・台南市美術館1館） - 旧台南武徳殿 - 台南孔子廟 - 開基永華宮 - 台湾府城隍廟 - 鶯料理（料亭） |  |

### 書籍
1. 傅朝卿 (2001年11月). 台南市古蹟與歷史建築總覽. 台南市: 台灣建築與文化資產出版社. pp. 233頁. ISBN 957-30880-4-5
2. 遠流台灣館 (2003-02-01). 台南歷史深度旅遊. 台北市: 遠流出版社. pp. 158頁. ISBN 957-30880-4-5
3. 范勝雄 (2001-07-01). 府城叢談 (4). 臺南市政府. pp. 93、94頁. ISBN 957-02-2143-7